# Francisco Luís Ramos
Francisco Luís Ramos (1868 — 1931) foi um oficial da Armada Portuguesa, maçon e político outubrista que, entre outras funções de relevo, foi Ministro da Marinha do 32.º governo republicano, governo presidido por Manuel Maria Coelho, em funções de 21 de outubro a 5 de novembro de 1921.

## Biografia
Francisco Luís Ramos era capitão-de-fragata de Administração Naval quando foi nomeado Ministro da Marinha do 32.º governo republicano, em substituição de Vítor Macedo Pinto que não tomara posse. Manteve-se em funções de 21 de outubro a 5 de novembro de 1921, data em que o governo foi exonerado. Governo demitira-se em 3 de novembro por temer intervenção estrangeira, correndo boatos da chegada ao Tejos de navios de guerra ingleses, franceses e espanhóis.